# 宏村村
宏村村是中华人民共和国安徽省黄山市黟县宏村鎮的行政村，位于安徽省南部的黄山脚下，是一座有着大量明清时期历史建筑的古村落。村中还构建了完善的水系和颇具特色的“牛”形布局，是徽州民居的典型代表。2000年，包括宏村在内的皖南古村落在第24届世界遗产委员会上被列为世界文化遗产。2001年，宏村古建筑群被中华人民共和国国务院公布为第五批全国重点文物保护单位之一。2003年，宏村被授予中国历史文化名村称号。
宏村被《米其林旅游指南》评为“三星级旅游推荐”（最高级别）。

## 村落概况
宏村位于安徽省南部的黟县县城东北11公里处，现为宏村镇的驻地。整个村落坐北朝南，背靠黄山的餘脉雷岗山，西面有邕溪河和羊栈河流淌而过，全村面积约28万平方米。
该村始建于南宋绍兴年间（1131年），最初叫作弘村，是汪氏家族的聚居地。明永乐年间，汪氏族长请风水先生勘定环境，重新布局了建筑，并引水入村。清代中期，村中再次进行大规模的兴建，并为避乾隆帝“弘历”之讳，而更名为“宏村”。村内现在依然留存了大量明清时期的古建筑，其中明代建筑1幢，清代建筑102幢，民国时期建筑34幢，大都保存完好，是徽州民居的典型代表。
宏村的一大特色是它有着一套完善的供水系统。村民们将村西的河水引入村内，开凿了一条近1米宽的水圳，九曲十弯，为各家各户提供生活用水，同时也起到调节气温和美化环境的作用。水圳在村的中部形成半月形的月沼，又在南部形成弓形的南湖，构成了宏村独特的风貌。
该村的另一大特色是它的平面采用仿生学的“牛”形布局。以雷岗山为牛头，村口的两株古树为牛角，月沼为牛心，南湖为牛肚，蜿蜒的水圳为牛肠，民居建筑为牛身，四座古桥为牛脚，形状惟妙惟肖，称作“山为牛头树为角，桥为四蹄屋为身”。

## 建筑特色
宏村的建筑主要是住宅和私家园林，也有书院和祠堂等公共设施，建筑组群比较完整。各类建筑都注重雕饰，木雕、砖雕和石雕等细腻精美，具有极高的艺术价值。村内街巷大都傍水而建，民居也都围绕着月沼布局。住宅多为二进院落，有些人家还将圳水引入宅内，形成水院，开辟了鱼池。比较典型的建筑有南湖书院、乐叙堂、承志堂、德义堂、松鹤堂、碧园等。
南湖书院位于南湖的北畔，原是明末兴建的六座私塾，称“倚湖六院”，清嘉庆十九年（1814年）合并重建为“以文家塾”，又名“南湖书院”。重建后的书院由志道堂、文昌阁、启蒙阁、会文阁、望湖楼和祗园等六部分组成，粉墙黛瓦，碧水蓝天，环境十分优雅。乐叙堂是汪氏的宗祠，位于月沼北畔的正中，是村中现存唯一的明代建筑，木雕雕饰非常精美。
承志堂建于清末咸丰五年（1855年），是大盐商汪定贵的住宅。它是村中最大的建筑群，占地约2100平方米，内部有房屋60餘间，围绕着九个天井分别布置。正厅和后厅均为三间回廊式建筑，两侧是家塾厅和鱼塘厅，后院是一座花园。院落内还设有供吸食鸦片烟的“吞云轩”和供打麻将的“排山阁”等。全宅有木柱136根，木柱和额枋间均有雕刻，造型富丽，工艺精湛，题材有“渔樵耕读”、“三国演义戏文”、“百子闹元宵”、“郭子仪拜寿”、“唐肃宗宴客图”等。
宏村周围为青山绿水环抱，环境秀丽宜人，电影《卧虎藏龙》曾在此拍摄。

## 主要建筑列表
| 编号 | 名称               | 保护等级 | 年代 | 图片 | 备注 |
| ---- | ------------------ | -------- | ---- | ---- | ---- |
| 1    | 汪氏宗祠（乐叙堂） | 国保     | 明   |      |      |
| 2    | 南湖书院           | 国保     | 清   |      |      |
| 3    | 承志堂             | 国保     | 清   |      |      |
| 4    | 树人堂             | 国保     | 清   |      |      |
| 5    | 桃园居             | 国保     | 清   |      |      |
| 6    | 敬修堂             | 国保     | 清   |      |      |
| 7    | 万氏故居           | 国保     | 清   |      |      |
| 8    | 务本堂             | 国保     | 清   |      |      |